# 石洞壁画
石洞壁画是在洞穴或岩石上的绘画，有时也称为岩画。一般多为史前所做。使用的顏料包括紅色和黃色赭石，赤鐵礦，氧化錳和木炭。最早的石洞壁画可以上溯到4万年前。

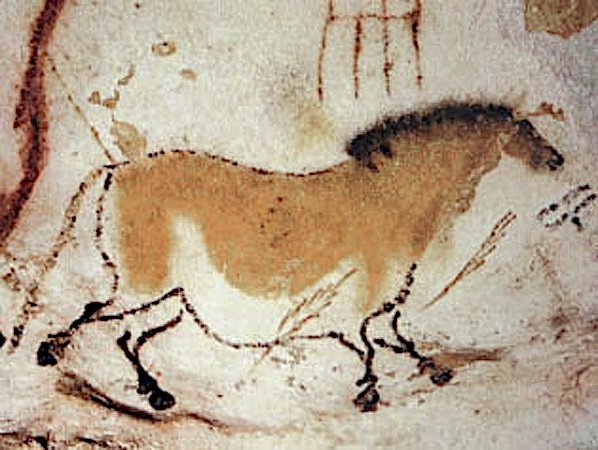
一副位于拉斯科的壁画

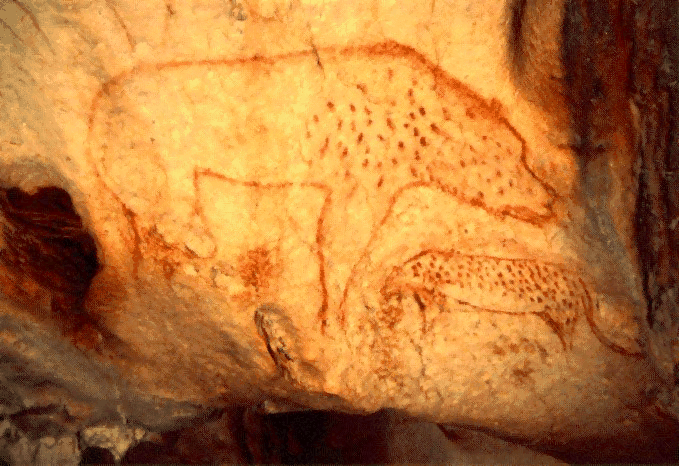
30,000年前法國肖維岩洞一幅描繪洞鬣狗的壁畫

## 按地區劃分的舊石器時代洞穴藝術

### 歐洲
- 法國： 拉斯科洞窟壁畫、 肖维岩洞
- 西班牙： 阿尔塔米拉洞
- 挪威：阿爾塔岩畫

### 東亞和東南亞
- 中國：大麦地岩画
- 蒙古國：阿爾泰山脈岩畫群
- 俄羅斯：卡波瓦洞穴
- 印度尼西亞：佩塔洞穴群